# 博韦佐
博韦佐（義大利語：Bovezzo），是意大利布雷西亚省的一个市镇。总面积6.35平方公里，人口7558人，人口密度1190.2人/平方公里（2009年）。国家统计（ISTAT）代码为017025。